# 徐自省
徐自省（？—？），號大宇，河南河南府新安县軍籍。明朝政治人物、進士出身。

## 生平
萬曆十七年（1589年）登己丑科進士，刑部觀政，十八年十二月授山西長垣知縣，丁憂歸。二十三年起補沁水县知县，二十九年考察降用。

## 家族
曾祖徐朝。祖父徐禮。父徐允升，生员。